# Іст-Сен-Поль
Іст-Сен-Поль (англ. East St. Paul) — сільський муніципалітет в Канаді, у провінції Манітоба, у складі сільського муніципалітету Вест-Сен-Поль.

## Населення
За даними перепису 2016 року, сільський муніципалітет нараховував 9372 особи, показавши зростання на 3,6%, порівняно з 2011-м роком. Середня густина населення становила 223,2 осіб/км².
З офіційних мов обидвома одночасно володіли 655 жителів, тільки англійською — 8 690, а 20 — жодною з них. Усього 1420 осіб вважали рідною мовою не одну з офіційних, з них 220 — українську.
Працездатне населення становило 67,8% усього населення, рівень безробіття — 4,2% (4,8% серед чоловіків та 3,6% серед жінок). 81,9% осіб були найманими працівниками, а 17,5% — самозайнятими.
Середній дохід на особу становив $77 455 (медіана $50 005), при цьому для чоловіків — $95 494, а для жінок $59 456 (медіани — $61 536 та $40 624 відповідно).
30,1% мешканців мали закінчену шкільну освіту, не мали закінченої шкільної освіти — 12,5%, 57,3% мали післяшкільну освіту, з яких 47,8% мали диплом бакалавра, або вищий, 60 осіб мали вчений ступінь.
| Статево-вікова структура населення | Статево-вікова структура населення | Статево-вікова структура населення | Статево-вікова структура населення | Статево-вікова структура населення |
| ---------------------------------- | ---------------------------------- | ---------------------------------- | ---------------------------------- | ---------------------------------- |
|                                    |                                    |                                    |                                    |                                    |
| Всього                             | Всього                             | 50,1%49,9%                         |                                    |                                    |
| 0 — 14 років                       | 0 — 14 років                       |                                    | 15,9%                              | 15,9%                              |
| 15 — 64 років                      | 15 — 64 років                      |                                    | 67,4%                              | 67,4%                              |
| 65 і більше                        | 65 і більше                        |                                    | 16,7%                              | 16,7%                              |
| 85 і більше                        | 85 і більше                        |                                    | 0,8%                               | 0,8%                               |
| 100 і більше                       | 100 і більше                       |                                    | 0,1%                               | 0,1%                               |
| Середній вік (років)               | Середній вік (років)               | 42,042,4                           | 42,2                               | 42,2                               |
| Медіана (років)                    | Медіана (років)                    | 46,046,5                           | 46,2                               | 46,2                               |
| — чоловіки — жінки                 |                                    |                                    |                                    |                                    |

| Походження мешканців:     | Походження мешканців:     | Походження мешканців: | Походження мешканців: | Походження мешканців: |
| ------------------------- | ------------------------- | --------------------- | --------------------- | --------------------- |
| Походження                |                           |                       | осіб                  | %                     |
| Корінні американці        | Корінні американці        |                       | 525                   | 5.6%                  |
| Інше північноамериканське | Інше північноамериканське |                       | 1 595                 | 17.01%                |
| Європейське               | Європейське               |                       | 8 320                 | 88.75%                |
| британське                | британське                |                       | 3 385                 | 36.11%                |
| французьке                | французьке                |                       | 840                   | 8.96%                 |
| українське                | українське                |                       | 2 860                 | 30.51%                |
| Латинськоамериканське     | Латинськоамериканське     |                       | 135                   | 1.44%                 |
| Карибське                 | Карибське                 |                       | 55                    | 0.59%                 |
| Африканське               | Африканське               |                       | 55                    | 0.59%                 |
| Азійське                  | Азійське                  |                       | 360                   | 3.84%                 |
| Океанійське               | Океанійське               |                       | 20                    | 0.21%                 |

| Зайнятість населення за галузями (за класифікацією NOC): | Зайнятість населення за галузями (за класифікацією NOC): | Зайнятість населення за галузями (за класифікацією NOC): | Зайнятість населення за галузями (за класифікацією NOC): | Зайнятість населення за галузями (за класифікацією NOC): |
| -------------------------------------------------------- | -------------------------------------------------------- | -------------------------------------------------------- | -------------------------------------------------------- | -------------------------------------------------------- |
|                                                          |                                                          |                                                          |                                                          |                                                          |
| Управління                                               | Управління                                               |                                                          | 17,3%                                                    | 17,3%                                                    |
| Бізнес, фінанси та адміністрування                       | Бізнес, фінанси та адміністрування                       |                                                          | 16,6%                                                    | 16,6%                                                    |
| Природничі та прикладні науки                            | Природничі та прикладні науки                            |                                                          | 5,6%                                                     | 5,6%                                                     |
| Охорона здоров'я                                         | Охорона здоров'я                                         |                                                          | 9,1%                                                     | 9,1%                                                     |
| Освіта, правозахист, муніципальні та урядові служби      | Освіта, правозахист, муніципальні та урядові служби      |                                                          | 14,3%                                                    | 14,3%                                                    |
| Мистецтво, культура, відпочинок та спорт                 | Мистецтво, культура, відпочинок та спорт                 |                                                          | 2,5%                                                     | 2,5%                                                     |
| Роздрібна торгівля та послуги                            | Роздрібна торгівля та послуги                            |                                                          | 19,1%                                                    | 19,1%                                                    |
| Гуртова торгівля, транспорт та обладнання                | Гуртова торгівля, транспорт та обладнання                |                                                          | 11,1%                                                    | 11,1%                                                    |
| Природні ресурси, сільське господарство                  | Природні ресурси, сільське господарство                  |                                                          | 2,1%                                                     | 2,1%                                                     |
| Виробництво                                              | Виробництво                                              |                                                          | 2,4%                                                     | 2,4%                                                     |

## Клімат
Середня річна температура становить 2,5°C, середня максимальна – 24°C, а середня мінімальна – -24,7°C. Середня річна кількість опадів – 560 мм.
| Клімат поселення                              | Клімат поселення | Клімат поселення | Клімат поселення | Клімат поселення | Клімат поселення | Клімат поселення | Клімат поселення | Клімат поселення | Клімат поселення | Клімат поселення | Клімат поселення | Клімат поселення | Клімат поселення |
| Показник                                      | Січ.             | Лют.             | Бер.             | Квіт.            | Трав.            | Черв.            | Лип.             | Серп.            | Вер.             | Жовт.            | Лист.            | Груд.            |                  |
| Середній максимум, °C                         | −12,33           | −8,08            | −0,71            | 9,43             | 17,59            | 23,09            | 23,96            | 22,90            | 16,87            | 9,81             | −0,2             | −9,91            |                  |
| Середня температура, °C                       | −18,5            | −14,25           | −6,88            | 3,26             | 11,40            | 16,92            | 19,76            | 18,71            | 12,67            | 5,60             | −4,44            | −14,11           |                  |
| Середній мінімум, °C                          | −24,66           | −20,41           | −13,04           | −2,89            | 5,26             | 10,76            | 15,54            | 14,50            | 8,45             | 1,39             | −8,65            | −18,32           |                  |
| Норма опадів, мм                              | 21               | 14               | 23               | 29               | 65               | 98               | 88               | 80               | 54               | 40               | 26               | 22               |                  |
| Середньомісячна швидкість вітру, м/с          | 4.00             | 3.90             | 4.10             | 4.22             | 4.30             | 3.80             | 3.50             | 3.60             | 4.10             | 4.38             | 4.30             | 4.09             |                  |
| Середньомісячна сонячна радіація, кДж/м²·день | 4312             | 7718             | 12523            | 17180            | 20043            | 21115            | 21535            | 18310            | 12587            | 7488             | 4231             | 3205             |                  |
| --------------------------------------------- | ---------------- | ---------------- | ---------------- | ---------------- | ---------------- | ---------------- | ---------------- | ---------------- | ---------------- | ---------------- | ---------------- | ---------------- | ---------------- |
| Джерело:                                      |                  |                  |                  |                  |                  |                  |                  |                  |                  |                  |                  |                  |                  |